# Draft NBA 1978
Il Draft NBA 1978 si è svolto il 9 giugno 1978 a New York. È ricordato per la presenza di Larry Bird, autentica leggenda del basket, alla 6ª scelta. Inoltre nel 1978 per la prima volta un non statunitense, il bahamense Mychal Thompson, viene indicato come prima scelta assoluta.

## Giocatori scelti al 1º giro
|  | = All-Star     |
|  | = Hall of Fame |

| Scelta | Giocatore                   | Nazionalità | Squadra NBA            | Scuola/ex squadra |
| ------ | --------------------------- | ----------- | ---------------------- | ----------------- |
| 1      | Mychal Thompson (C)         | Bahamas     | Portland Trail Blazers | Minnesota         |
| 2      | Phil Ford (PG)              | Stati Uniti | Kansas City Kings      | North Carolina    |
| 3      | Rick Robey (C/PF)           | Stati Uniti | Indiana Pacers         | Kentucky          |
| 4      | Micheal Ray Richardson (SG) | Stati Uniti | New York Knicks        | Montana           |
| 5      | Purvis Short (SF)           | Stati Uniti | Golden State Warriors  | Jackson State     |
| 6      | Larry Bird (SF/PF)          | Stati Uniti | Boston Celtics         | Indiana State     |
| 7      | Ron Brewer (SG)             | Stati Uniti | Portland Trail Blazers | Arkansas          |
| 8      | Freeman Williams (SG)       | Stati Uniti | Boston Celtics         | Portland State    |
| 9      | Reggie Theus (SF/SG)        | Stati Uniti | Chicago Bulls          | UNLV              |
| 10     | Butch Lee (PG)              | Porto Rico  | Atlanta Hawks          | Marquette         |
| 11     | James Hardy (PF)            | Stati Uniti | New Orleans Jazz       | San Francisco     |
| 12     | George L. Johnson (SF/PF)   | Stati Uniti | Milwaukee Bucks        | St. John's        |
| 13     | Winford Boynes (SG/SF)      | Stati Uniti | New Jersey Nets        | San Francisco     |
| 14     | Roger Phegley (SG/SF)       | Stati Uniti | Washington Bullets     | Bradley           |
| 15     | Mike Mitchell (SF)          | Stati Uniti | Cleveland Cavaliers    | Auburn            |
| 16     | Jack Givens (SF)            | Stati Uniti | Atlanta Hawks          | Kentucky          |
| 17     | Rod Griffin                 | Stati Uniti | Denver Nuggets         | Wake Forest       |
| 18     | Dave Corzine (C)            | Stati Uniti | Washington Bullets     | DePaul            |
| 19     | Marty Byrnes (SF)           | Stati Uniti | Phoenix Suns           | Syracuse          |
| 20     | Frankie Sanders (SG/SF)     | Stati Uniti | San Antonio Spurs      | Southern          |
| 21     | Mike Evans (PG)             | Stati Uniti | Denver Nuggets         | Kansas State      |
| 22     | Raymond Townsend (PG)       | Stati Uniti | Golden State Warriors  | UCLA              |

## Giocatori scelti al 2º giro
| Scelta | Giocatore        | Nazionalità | Squadra NBA            | Scuola/ex squadra   |
| ------ | ---------------- | ----------- | ---------------------- | ------------------- |
| 23     | Terry Tyler      | Stati Uniti | Detroit Pistons        | Detroit Mercy       |
| 24     | Keith Herron     | Stati Uniti | Portland Trail Blazers | Villanova           |
| 25     | Rick Wilson      | Stati Uniti | Atlanta Hawks          | Louisville          |
| 26     | Ron Carter       | Stati Uniti | Los Angeles Lakers     | VMI                 |
| 27     | Wayne Radford    | Stati Uniti | Indiana Pacers         | Indiana             |
| 28     | Buster Matheney  | Stati Uniti | Houston Rockets        | Utah                |
| 29     | John Long        | Stati Uniti | Detroit Pistons        | Detroit Mercy       |
| 30     | Jeff Judkins     | Stati Uniti | Boston Celtics         | Utah                |
| 31     | Marvin Johnson   | Stati Uniti | Chicago Bulls          | New Mexico          |
| 32     | John Rudd        | Stati Uniti | New York Knicks        | McNeese State       |
| 33     | Harry Davis      | Stati Uniti | Cleveland Cavaliers    | Florida State       |
| 34     | Greg Bunch       | Stati Uniti | New York Knicks        | Cal State Fullerton |
| 35     | Tom Green        | Stati Uniti | New Orleans Jazz       | SUBR                |
| 36     | Maurice Cheeks   | Stati Uniti | Philadelphia 76ers     | West Texas A&M      |
| 37     | Terry Sykes      | Stati Uniti | Washington Bullets     | Grambling State     |
| 38     | Lew Massey       | Stati Uniti | Los Angeles Lakers     | UNC Charlotte       |
| 39     | James Lee        | Stati Uniti | Seattle SuperSonics    | Kentucky            |
| 40     | Wayne Cooper     | Stati Uniti | Golden State Warriors  | New Orleans         |
| 41     | Jerome Whitehead | Stati Uniti | San Diego Clippers     | Marquette           |
| 42     | Keven McDonald   | Stati Uniti | Seattle SuperSonics    | Pennsylvania        |
| 43     | Glenn Hagan      | Stati Uniti | Philadelphia 76ers     | St. Bonaventure     |
| 44     | Clemon Johnson   | Stati Uniti | Portland Trail Blazers | Florida A&M         |

## Giocatori scelti al 3º giro
| Scelta | Giocatore        | Nazionalità | Squadra NBA            | Scuola/ex squadra     |
| ------ | ---------------- | ----------- | ---------------------- | --------------------- |
| 45     | Mike Phillips    | Stati Uniti | New Jersey Nets        | Kentucky              |
| 46     | Hollis Copeland  | Stati Uniti | Denver Nuggets         | Rutgers               |
| 47     | Billy Ray Bates  | Stati Uniti | Houston Rockets        | Kentucky State        |
| 48     | Mike Santos      | Stati Uniti | Buffalo Braves         | Utah State            |
| 49     | Jeff Cook        | Stati Uniti | Kansas City Kings      | Idaho State           |
| 50     | Dana Skinner     | Stati Uniti | Boston College         | Merrimack             |
| 51     | Ricky Gallon     | Stati Uniti | Buffalo Braves         | Louisville            |
| 52     | Mike Russell     | Stati Uniti | Kansas City Kings      | Texas Tech            |
| 53     | Randy Ayers      | Stati Uniti | Chicago Bulls          | Miami (OH)            |
| 54     | Steve Grant      | Stati Uniti | Atlanta Hawks          | Manhattan             |
| 55     | Marc Iavaroni    | Stati Uniti | New York Knicks        | Virginia              |
| 56     | Steve Neff       | Stati Uniti | Golden State Warriors  | Bethany Nazarene      |
| 57     | Kenny Higgs      | Stati Uniti | Cleveland Cavaliers    | Louisiana State       |
| 58     | Rick Apke        | Stati Uniti | Washington Bullets     | Creighton             |
| 59     | Pat Cummings     | Stati Uniti | Milwaukee Bucks        | Cincinnati            |
| 60     | Michael Cooper   | Stati Uniti | Los Angeles Lakers     | New Mexico            |
| 61     | Dave Baxter      | Stati Uniti | Seattle SuperSonics    | Michigan              |
| 62     | Dave Batton      | Stati Uniti | New Jersey Nets        | Notre Dame            |
| 63     | Joel Kramer      | Stati Uniti | Phoenix Suns           | San Diego State       |
| 64     | Gerald Henderson | Stati Uniti | San Antonio Spurs      | Virginia Commonwealth |
| 65     | Marvin Delph     | Stati Uniti | Buffalo Braves         | Arkansas              |
| 66     | Sterling Edmonds | Stati Uniti | Portland Trail Blazers | Dartmouth             |

## Giocatori scelti nei giri successivi con presenze nella NBA
| Scelta | Giocatore        | Nazionalità | Squadra NBA            | Scuola/ex squadra   |
| ------ | ---------------- | ----------- | ---------------------- | ------------------- |
| 67     | Jackie Robinson  | Stati Uniti | Houston Rockets        | UNLV                |
| 80     | Otis Howard      | Stati Uniti | Milwaukee Bucks        | Austin Peay State   |
| 81     | Larry Boston     | Stati Uniti | Washington Bullets     | Maryland            |
| 84     | Walter Jordan    | Stati Uniti | New Jersey Nets        | Purdue              |
| 85     | Bob Miller       | Stati Uniti | Phoenix Suns           | Cincinnati          |
| 87     | Brett Vroman     | Stati Uniti | Philadelphia 76ers     | UNLV                |
| 96     | Duck Williams    | Stati Uniti | New Orleans Jazz       | Notre Dame          |
| 101    | Bubba Wilson     | Stati Uniti | Golden State Warriors  | Western Carolina    |
| 104    | Carlos Terry     | Stati Uniti | Los Angeles Lakers     | Winston-Salem State |
| 105    | Ralph Drollinger | Stati Uniti | Seattle SuperSonics    | UCLA                |
| 107    | Andre Wakefield  | Stati Uniti | Phoenix Suns           | Loyola (IL)         |
| 110    | Clay Johnson     | Stati Uniti | Portland Trail Blazers | Missouri            |
| 118    | John Douglas     | Stati Uniti | New Orleans Jazz       | Kansas              |
| 133    | Stan Pietkiewicz | Stati Uniti | San Diego Clippers     | Auburn              |
| 146    | Kim Anderson     | Stati Uniti | Milwaukee Bucks        | Missouri            |
| 149    | Steve Malovic    | Stati Uniti | Phoenix Suns           | San Diego State     |
| 157    | Earl Evans       | Stati Uniti | Detroit Pistons        | UNLV                |
| 158    | Carl Kilpatrick  | Stati Uniti | New Orleans Jazz       | UL Monroe           |
| 159    | Chubby Cox       | Stati Uniti | Chicago Bulls          | San Francisco       |
| 190    | Rickey Williams  | Stati Uniti | New Orleans Jazz       | Long Beach State    |